# Провулок Умільців
Прову́лок Умі́льців — зниклий провулок, що існував у Дарницькому районі міста Києва, місцевість село Шевченка. Пролягав від вулиці Умільців до Кронштадтського провулку. 

## Історія
Провулок виник не пізніше кінця 1930-х років під назвою Машиністівський. Назву провулок Умільців набув 1958 року. 
Ліквідований у середині 1980-х років у зв'язку зі знесенням малоповерхової забудови села Шевченка.